# キア・ピカント
ピカント (PICANTO、朝: 피칸토) は、大韓民国の自動車メーカー、起亜自動車により製造・販売される小型乗用車である。大韓民国初の1,000cc車であり、大韓民国市場ではモーニング (MORNING、朝: 모닝) 、台湾市場ではユーロスター (EUROSTAR、朝: 유로스타) の車名で販売される。
欧州市場ではAセグメント、大韓民国市場では2004年 (平成16年) から2007年 (平成19年) にかけては小型車、2008年 (平成20年) 以降は基準改正案施行に伴い軽車 (日本における軽自動車に相当) に属する。
当初から起亜工場では無く、大韓民国忠清南道瑞山市聖淵面葛峴里にある子会社である、東熙ホールディングスで委託製造される。

## M-Car/モーニングコンセプト
- 1991年 (平成3年)  - 起亜自動車は新型軽車である、ティコの発売を受け、対抗馬となるコンセプトカーの開発を開始。通常コンセプトカーは製作会社に外注するが、今回は異例と言える起亜所下洞（朝鮮語版）デザインルームにて開発が進められ、クレイモデルの製作後、車体は直接FRPで製作し、シートは手作業で縫製した。
- 1993年 (平成5年) 12月22日 - 第30回東京モーターショーにて、M-Carとして初公開。1996年 (平成8年) 又は1997年 (平成9年) の発売を予定し、寸法はマティスと同程度であるが、ホイールベースが長く、ティコと比較して安全性能と居住空間で有利であった。プラットフォームはプライドからの流用である。しかし、当時は軽車の排気量をめぐり、800ccと1,000ccで意見が衝突しており[1]、後に政府が800ccに定めた為、シャシとエンジンも製作されたにもかかわらず、設備投資資金の回収は困難と判断し、発売は断念した[2][3]。
- 1995年 (平成7年) 5月3日 - 第1回ソウルモーターショーにて、モーニングコンセプト (MORNING CONCEPT、朝: 모닝 컨셉트) として公開。

## 初代 (型式: SA型、2003年 - 2011年)
- 2003年 (平成15年) 9月1日 - 製造開始。
- 2003年 (平成15年) 9月9日 - フランクフルトモーターショー2003にて、発表。
- 2004年 (平成16年) 2月18日 - ヴィストの後継車種として発売。エンジンはG4HE型999cc直4ガソリンSOHC自然吸気62PSのみ。
- 2005年 (平成17年) 5月3日 - 2006年MYを発表。ラジエターグリルやエンブレム等を変更し、2名乗りバンも追加設定した。
- 2008年 (平成20年) 1月1日 - マイナーチェンジを実施し、ニューモーニング (NEW MORNING、朝: 뉴 모닝) へ移行。軽車基準改正案の施行に伴い、排気量が800ccから1,000ccへ緩和されるのに合わせた物であり、以降は軽車として扱われる[4]。販売台数は急増し、起亜自動車の売上に大きく貢献した。これにより、同年1月29日に従来、軽車市場を独占していたマティスは、韓国車としては史上初の純粋な意味での値下げの断行を発表した[5][6]。
- 2009年 (平成21年) 2月11日 - 軽車基準改正案の施行に伴いLPG車が許可され、L4HE型999cc直4LPG自然吸気67PSを追加設定。
- 2009年 (平成21年) 6月15日 - マイナーチェンジを実施し、2010年MYを発売。LXとSLXに起亜自動車のファミリールックである、ラジエターグリルを採用したスペシャルトリムを追加し、カーナビゲーション、ディスプレイルームミラー、ジヤトコ製JF405E型4速ATをヒュンダイ・トランシス（朝鮮語版）製4F12型4速ATへ変更した。4速ATは当初からJF405E型を採用しており、これは後期型アトス/ヴィストと共通である。なおJF405E型は発熱等の問題もあり、評判は良くは無かった。

マレーシア仕様車は2006年11月、ナザによる現地生産および同社ブランドでの販売に切り替えられた。その際に車名がピカントから「スリア」（Suria ）に変更されたが、2009年10月に投入されたフェイスリフト版では再びピカントに車名が戻された。

## 2代目 (型式: TA型、2011年 - 2017年)
2011年発表。約7年ぶりに全面改良されたピカントには3年4か月の開発期間と1800億ウォンの開発費が投じられた。ボディタイプは5ドアハッチバックに加えて、欧州向けには新たに3ドアハッチバックも設定された。外寸は先代から全長とホイールベースがそれぞれ60mm、15mm大きくなった。プラットフォームはレイやヒュンダイ・i10と共通である。エンジンは市場によって異なるが、2種類の「ヒュンダイ・カッパエンジン」（直列3気筒 1.0Lと直列4気筒 1.25L）がラインナップされ、ガソリン仕様のみならずLPG仕様やバイフューエル仕様も用意される。
- 2011年1月24日：韓国にて新型「モーニング」発表。エンジンは1.0Lのみ。6エアバッグ全車標準装備はクラス初となる。また、韓国車最多の10種の外装色が用意される。
- 2011年3月2日：ジュネーヴモーターショーで欧州デビュー[7]。
- 2011年3月23日：バンコク国際モーターショーでタイ仕様の「ピカントK1」が発表される[8]。

## 3代目 (型式: JA型、2017年 - )
2014年10月に3代目ピカントを2015年中に登場させると発表された。実際には2017年のジュネーヴ・モーターショーにて発表された。
本国である韓国市場では、2017年1月4日に事前契約を開始し、2017年1月17日に公式販売を開始した。
エンジンは初期は76馬力の3気筒1.0ガソリン自然吸気エンジンのみが搭載されたが、その後100馬力の1.0ガソリンターボエンジン、1.0LPGエンジンがラインナップに追加された。 変速機は基本型には手動変速機、中上位トリムでは4段自動変速機を採用している。韓国内ライバル車のシボレースパークより安い価格と豊富な仕様を武器に、韓国の内需でスパークを圧倒する販売量を記録している。しかし、韓国の衝突安全性評価で3等級を取得し、「骨付き軽自動車」という起亜自動車側の説明は無意味なものとなった。 そのため、しばらくシボレースパークに個人販売部門限定で韓国軽自動車販売1位を奪われたが、しばらくして再び1位を取り戻した。
韓国以外の市場では、外装をクロスオーバー風にした「ピーカントXライン」がラインナップされ、1.25Lエンジンを搭載して販売される国もある。
2020年5月12日、韓国市場にフェイスリフトモデルが発売された。 「モーニングアーバン」と銘打っており、運転席にベンチレーションを有料オプションで含め、中央ディスプレイの大きさを8インチに拡大するなど、ドライバーの便宜改善に重点を置いた。 76馬力の1.0リットルのガソリンエンジンと4段自動変速機の組み合わせだけを提供しており、ターボやLPG、マニュアルトランスミッションのモデルは販売不振を尻目に提供されていない。 今後、欧州でEVモデルが発売されるという噂がある。
2023年7月、2度目のフェイスリフトが行われ、小型のヘッドライトに象徴されるように最新のキアのモデルと共通するフェイスが与えられた。

## 車名の由来
- ピカントは、『辛い』 (Spicy) を意味する、スペイン語 / イタリア語の『Picante』 / 『Piccante』に由来する。
- モーニングは、大韓民国の伝統に因んだ『朝凪』 (Morning Calm) に由来する。